# 대불정여래밀인수증요의제보살만행수능엄경 권9~10 (충북 유형문화재 제354호)
대불정여래밀인수증료의제보살만행수능엄경 권9～10(大佛頂如來密因修證了義諸菩薩萬行首楞嚴經 卷九~十)은 충청북도 청주시 상당구 남일면에 있는 조선시대의 불경이다. 2013년 11월 8일 충청북도의 유형문화재 제354호로 지정되었다.

## 개요
당나라 때 서역승 반자밀제(般刺密帝)에 의해 한역되어 선종과 교종을 막론하고 널리 읽힌 한국불교 근본 경전 중의 하나로 ｢大佛頂首楞嚴經｣·｢首楞嚴經｣·｢楞嚴經｣으로 줄여서 부른다.
권9~10은 1635년(인조 13)에 전라북도 태인 용장사(龍藏寺)에서 간행한 것으로 권9 첫장에 ‘영원사인(靈源寺印)’이 찍혀 있고 본문에 구결과 한문 주석 및 음역이 기록되어 국어사 연구에 좋은 자료이다.

## 참고 자료
- 대불정여래밀인수증료의제보살만행수능엄경 권9～10 - 국가유산청 국가유산포털